# Fotografie v Africe

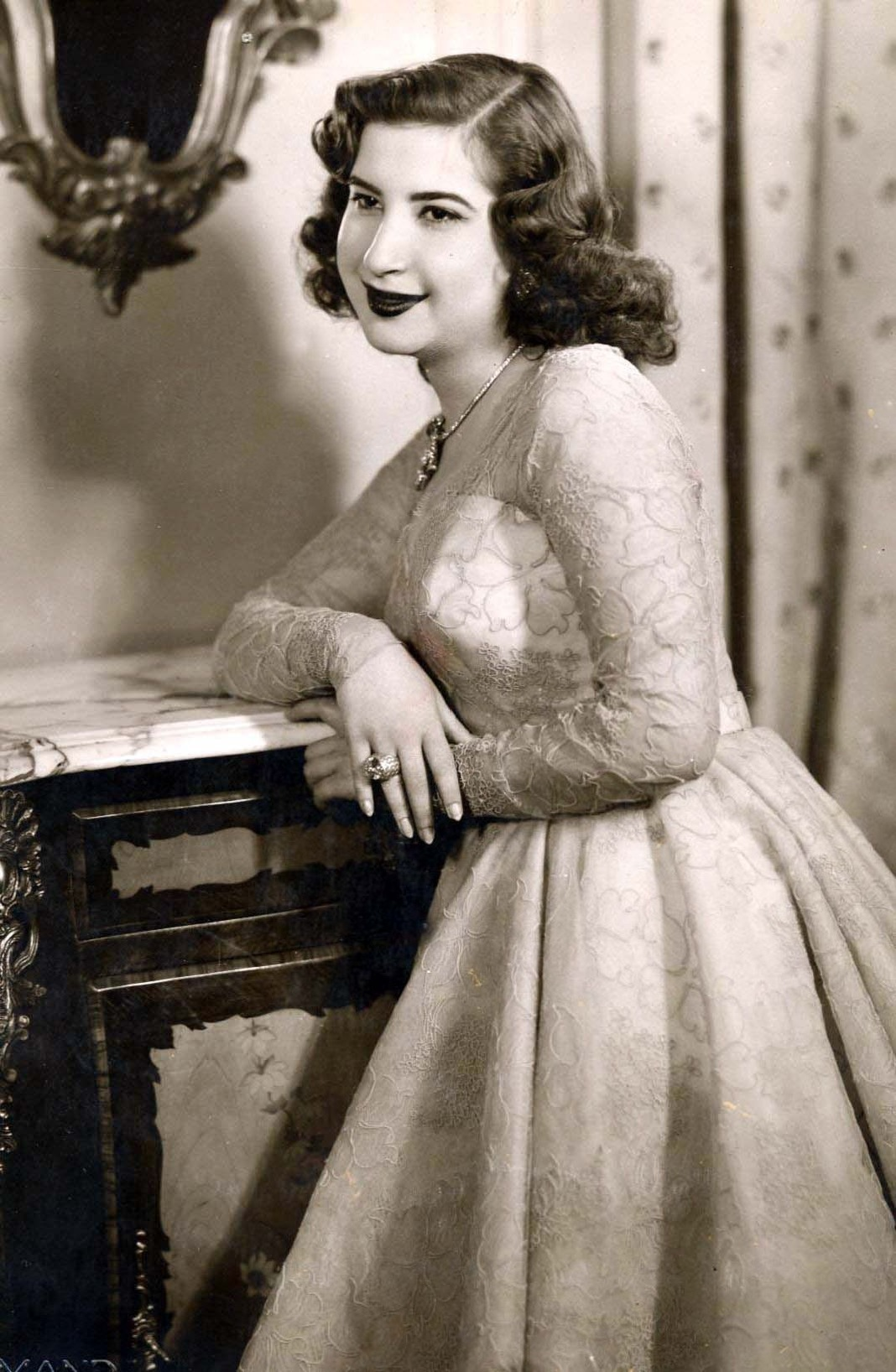
Armand: Narriman Sadek, poslední egyptská královna, 1951

Fotografie v afrických zemích je důsledkem změny technologie, zlepšování ekonomických podmínek a míry uznání fotografie jako svéprávné formy umění.

## Současnost

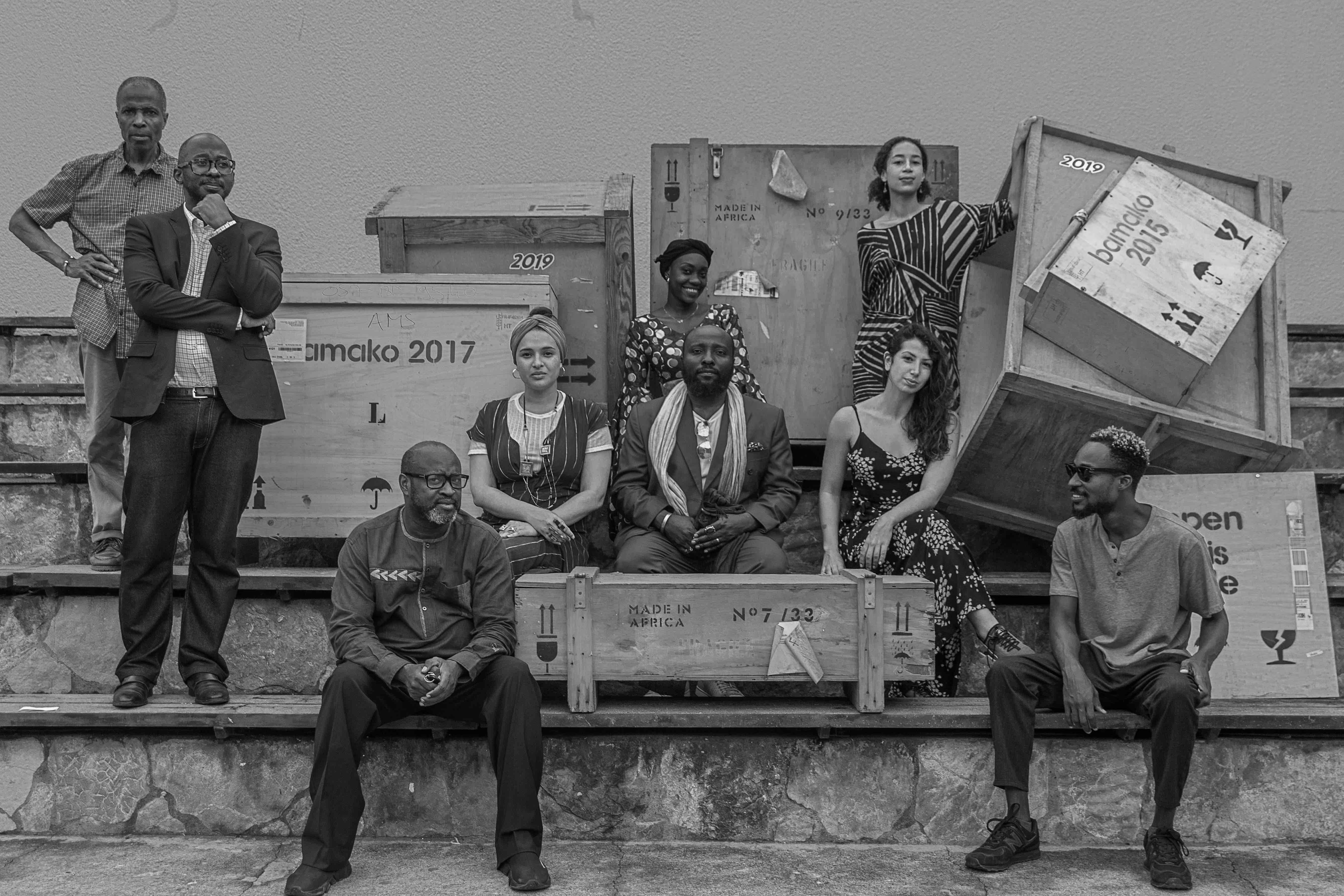
Rencontres africaines de la photographie

Současná africká fotografie jsou soubory profesionálních fotografií pořízených v Africe domorodými Afričany od dekolonizace v 60. letech, které odpovídají poptávce na trhu s uměním. Jedná se o fotografie zaměřené v geografickém vymezení spíše na černou Afriku.
Mezi jeho nejznámější představitele patří Omar Victor Diop, Samuel Fosso, Seydou Keita, Malick Sidibé, Michel Kameni nebo Sanlé Sory.
V roce 2019 představila společnost CNN jako jednoho ze sedmi předních afrických fotografů z celého kontinentu Prince Gyasiho.

## Významné výstavy
- 1994: Výstava Seydou Keita ve Fondation Cartier v Paříži
- 1994: Creation in Bamako, Mali, Françoise Huguier of the Bamako Meetings which become Afric Photography Meetings
- 2007: Malick Sidibé, Zlatý lev cti na bienále v Benátkách
- 2011: Paris Photo staví do centra pozornosti současnou africkou fotografii
- 2016: Seydou Keita v Grand Palais
- 2016: Paris Photo, 20. ročník
- 2018: Sanlé Sory retrospektiva na Art Institute of Chicago[2]
- 2021: Flash B(l)ack du Congo par Maurice Bidilou dit "Pellosh" (Maurice Pellosh) à L'Espace Beaurepaire. Paříž X[3]

## Lokalizace

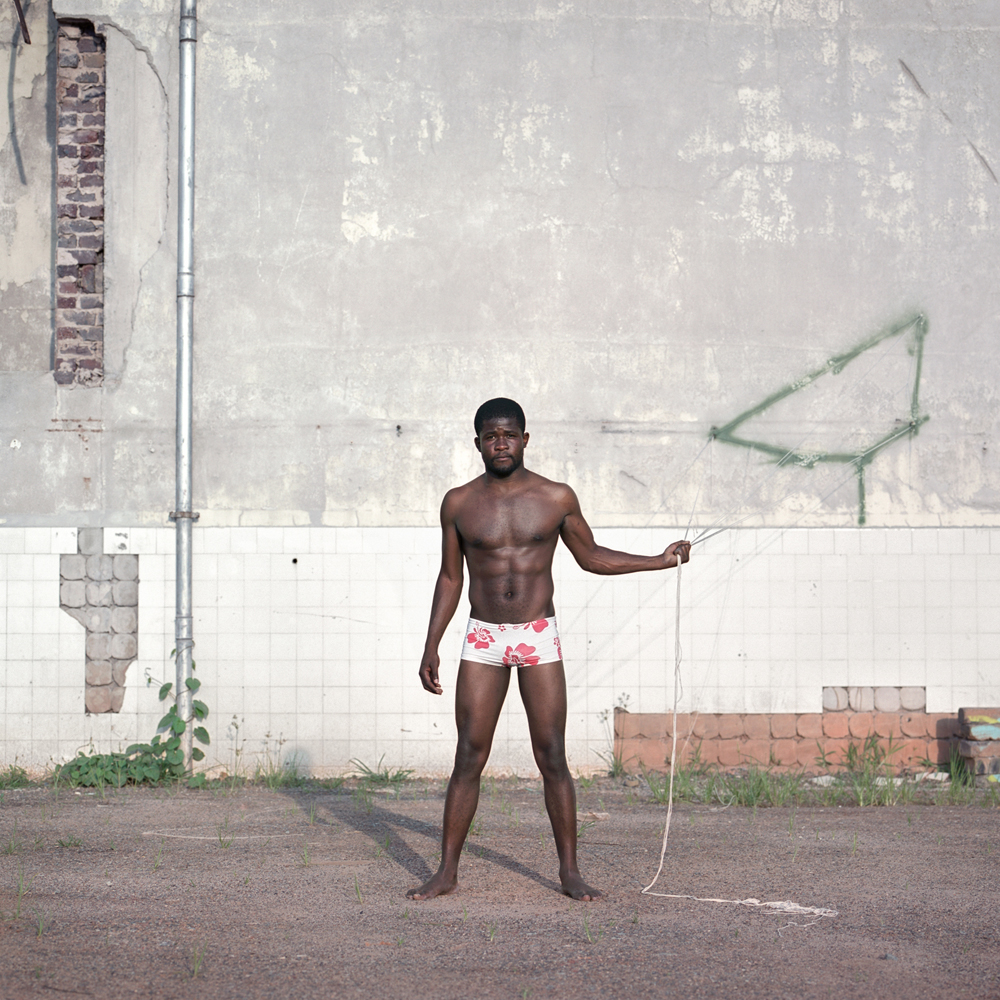
Carla Liesching: Thabiso, z cyklu Plavci, 2011

Současná africká fotografie je přítomna na celém africkém kontinentu se specifiky s ohledem na kulturu, náboženství, politický režim atd.

## Galerie a festivaly
- Africký dům fotografie je veřejná instituce vědecké, technologické a kulturní povahy v Mali, která je odpovědná za propagaci, sběr, archivaci a šíření fotografických děl malijských a afrických umělců bez výhrad. Je v Bamaku v prostorách národní knihovny v Mali.

Festivaly
- Rencontres africaines de la photographie, také známé jako Fotografické biennále nebo Setkání v Bamaku je akce organizovaná každé dva roky v Bamaku v Mali od roku 1994 na podporu afrických umělců v oblasti současné africké fotografie.
- Biennale de Dakar
- Addis Foto Fest
- Lagos Photo Festival

Ocenění
- Contemporary African Photography Prize

## Galerie

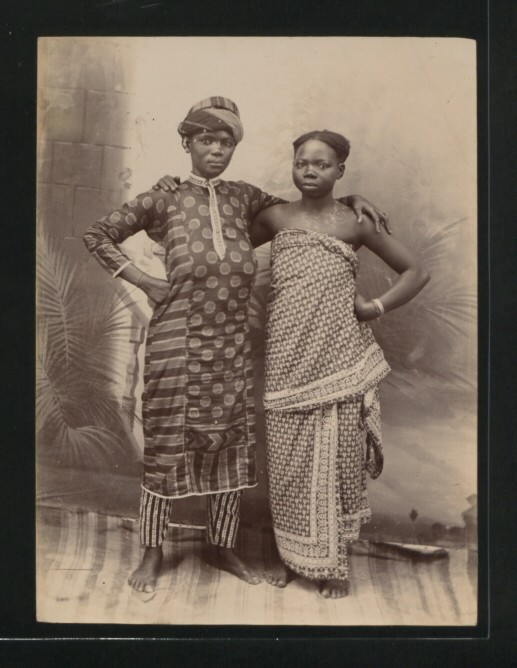
Coutinho Brothers: Studiový portrét, Zanzibar, 1870–1880
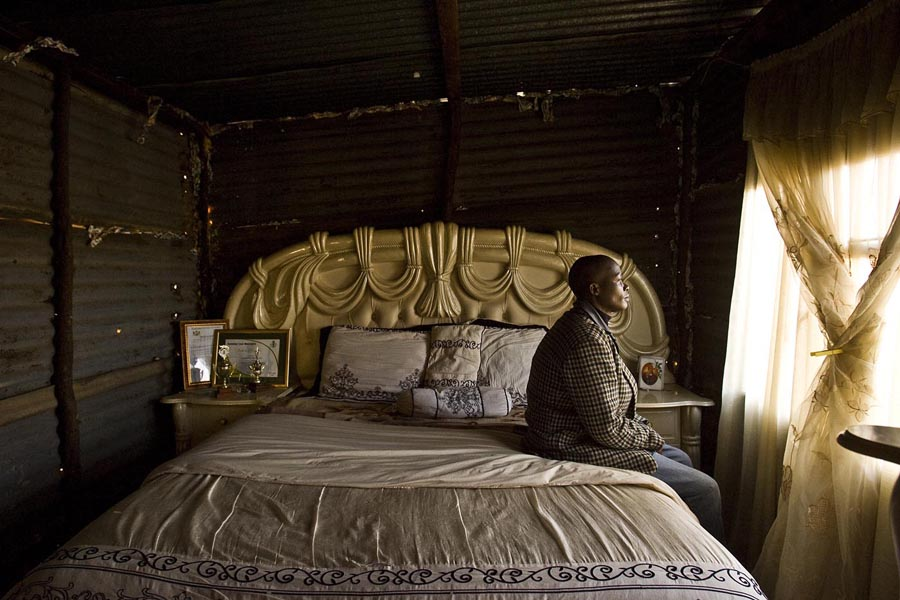
Andrew Esiebo: Living Positive, 2010